# Bernieria madagascariensis
Tetraca-de-bico-comprido ou tetraca-bicudo (Bernieria madagascariensis) é uma espécie de ave da família Bernieridae.
Apenas pode ser encontrada em Madagáscar.
Os seus habitats naturais são: florestas subtropicais ou tropicais húmidas de baixa altitude.